# Krisztián Veréb
Krisztián Veréb (Miskolc, 27 de julio de 1977-Santo Domingo, 24 de octubre de 2020) fue un deportista húngaro que compitió en piragüismo en la modalidad de aguas tranquilas.
Participó en los Juegos Olímpicos de Sídney 2000, obteniendo una medalla de bronce en la prueba de K2 1000 m. Ganó cuatro medallas en el Campeonato Mundial de Piragüismo entre los años 1998 y 2003, y tres medallas en el Campeonato Europeo de Piragüismo en los años 2000 y 2001.
Falleció el 24 de octubre de 2020 en un accidente de motocicleta en República Dominicana a los cuarenta y tres años.

## Palmarés internacional
| Juegos Olímpicos   | Juegos Olímpicos             | Juegos Olímpicos  | Juegos Olímpicos |
| Año                | Lugar                        | Medalla           | Competición      |
| ------------------ | ---------------------------- | ----------------- | ---------------- |
| 2000               | Sídney (Australia)           | Medalla de bronce | K2 1000 m        |
| Campeonato Mundial |                              |                   |                  |
| Año                | Lugar                        | Medalla           | Competición      |
| 1998               | Szeged (Hungría)             | Medalla de bronce | K2 1000 m        |
| 2001               | Poznań (Polonia)             | Medalla de plata  | K2 1000 m        |
| 2002               | Sevilla (España)             | Medalla de bronce | K2 1000 m        |
| 2003               | Gainesville (Estados Unidos) | Medalla de plata  | K4 1000 m        |
| Campeonato Europeo |                              |                   |                  |
| Año                | Lugar                        | Medalla           | Competición      |
| 2000               | Poznań (Polonia)             | Medalla de plata  | K2 1000 m        |
| 2001               | Milán (Italia)               | Medalla de plata  | K2 500 m         |
| 2001               | Milán (Italia)               | Medalla de plata  | K2 1000 m        |